# Orodara
Orodara là một tổng thuộc  tỉnh Kénédougou ở tây nam Burkina Faso. Thủ phủ là thị xã Orodara. Dân số là 30332 người (năm 2006).

## Các thị xã và làng xã
Dieri, Diossogo, Kotoudeni, Lidara, Niale và Tin.